# 匠ひびき
匠 ひびき（たくみ ひびき、1969年8月31日 - ）は、日本の女優。元宝塚歌劇団花組トップスター。宝塚歌劇団73期生、同期はえまおゆう、天海祐希、姿月あさと。
兵庫県伊丹市出身。血液型A型。愛称は「チャーリー」。

## 来歴・人物
小学校高学年から樹里咲穂、和央ようかも在籍していた宝塚コドモアテネに通っていた。伊丹市立天王寺川中学校ではバドミントン部に所属。中学卒業後すぐ宝塚音楽学校に入学。
1987年、宝塚歌劇団に入団。「宝塚をどり賛歌/サマルカンドの赤いばら」で初舞台を踏む。宝塚歌劇団73期生。同年5月、花組に配属。ダンスに優れていたこともあり、早くからダンサーとしての才能を開花させる。
1993年、「メランコリック・ジゴロ」で新人公演初主演。
1995年、「チャンピオン!」で宝塚バウホール初主演。
2000年6月に専科に異動。
2001年5月、愛華みれの後任含みとして花組に戻り、11月トップスター就任。相手役は愛華から続いて大鳥れい。
2002年、トップとしての初主演は「カナリア」。同年の「琥珀色の雨にぬれて/Cocktail」が退団公演となる。大劇場千秋楽の直後に脊髄炎により、東京公演の前半と「ダイヤモンドアイズ」を休演した。
2003年、「レディ・ゾロ」で舞台復帰し、女優として活動を開始。
2010年、浜木綿子主演の舞台「女将の花道」博多座公演を最後に体調を崩して入院。以後、芸能活動を休止する。
2011年、「カナリア」が宝塚歌劇団で再演された際には、トークショーに出演。
2018年、大阪のNHK文化センターで開催されたトークショーに出演する。久しぶりにファンの前に元気な姿を見せた。
2019年、大阪府池田市のマグノリアホールの10周年記念のトーク&ライブショーに、愛華みれと出演してライブ活動を再開する。

## 宝塚歌劇団時代の主な舞台
1987年
- 3 - 5月 初舞台「宝塚をどり賛歌」／「サマルカンドの赤いばら」（宝塚大劇場）（雪組）
- 8 - 9月 「あの日薔薇一輪」／「ザ・レビュースコープ」（宝塚大劇場）
- 12月 「あの日薔薇一輪」／「ザ・レビュースコープ」（東京宝塚劇場）

1988年
- 3 - 5月 「キス・ミー・ケイト」（宝塚大劇場）
- 7月 「キス・ミー・ケイト」（東京宝塚劇場）
- 9 - 11月 「宝塚をどり讃歌'88」／「春ふたたび」／「フォーエバー！タカラヅカ」（宝塚大劇場）

1989年
- 1 - 2月 「会議は踊る」／「ザ・ゲーム」デモリショ・マン[2]（宝塚大劇場）
- 2月 「タイム・アダーシオ」（東京簡易保険ホール）
- 4月 「会議は踊る」／「ザ・ゲーム」（東京宝塚劇場）
- 6 - 8月「ロマノフの宝石」／「ジタン・デ・ジタン－夢狩人－」（宝塚大劇場）
- 10月 「宝塚をどり賛歌'89」／「フォーエバー!宝塚」（ニューヨーク ラジオ・シティー・ミュージック・ホール）
- 12月 「ロマノフの宝石」／「ジタン・デ・ジタン－夢狩人－」（東京宝塚劇場）

1990年
- 2月 「ロマノフの宝石」／「ジタン・デ・ジタン－夢狩人－」（中日劇場）
- 3 - 5月 「ベルサイユのばら－フェルゼン編－」（宝塚大劇場）
- 5 - 6月 「美しき野獣」（宝塚バウホール）
- 7月 「ベルサイユのばら－フェルゼン編－」（東京宝塚劇場）
- 9 - 10月 「秋…冬への前奏曲」／「ザ・ショーケース」（宝塚大劇場）
- 11月 「松本悠里能学撰」（宝塚バウホール）

1991年
- 1 - 2月 「春の風を君に…」／「ザ・フラッシュ！」（宝塚大劇場）
- 2月 「美しき野獣」（日本青年館）
- 3月 「美しき野獣」（愛知文化講堂）
- 4月 「春の風を君に…」／「ザ・フラッシュ！」（東京宝塚劇場）
- 6 - 8月 「ヴェネチアの紋章」新人公演：ヴィットリオ（本役：真矢みき）[2]／「ジャンクション24」チャーリー[2]（宝塚大劇場）
- 9月 「ベルサイユのばら－フェルゼン編－」（地方公演）
- 11月 「ヴェネチアの紋章」／「ジャンクション24」（東京宝塚劇場）
- 12月 クリスマスディナーショー（神鉄会館）

1992年
- 1月 「ドニエプルの赤い罌粟」（宝塚バウホール）
- 2 - 3月 「白扇花集」／「スパルタカス」新人公演：サビヌス（本役：真矢みき）[2]（宝塚大劇場）
- 4 - 5月 「けれど夢の中でめざめたときに」タクミ／ケレド[2]（宝塚バウホール）
- 6月 「白扇花集」「スパルタカス」（東京宝塚劇場）
- 11月 「TAKARAZUKA “夢”」（ニューヨーク　ジョイス・シアター）
- 12月 「TAKARAZUKA “夢”」（シアター・ドラマシティー）

1993年
- 2 - 3月 「メランコリック・ジゴロ -あぶない相続人-」3月・新人公演：ダニエル（安寿ミラ）[2] ＊初主演／「ラ・ノーバ！」（宝塚大劇場）
- 4 - 5月 「ル・グランモーヌ－失われし日々－」フランソア[2]（宝塚バウホール）
- 6月 「メランコリック・ジゴロ -あぶない相続人-」／「ラ・ノーバ！」（東京宝塚劇場）
- 8 - 9月 「ベイ・シティ・ブルース」8月・新人公演：ハーヴェイJr.（本役：安寿ミラ）[2]＊主演／「イッツ・ア・ラブ・ストーリー」（宝塚大劇場）
- 10月 「ワン・タッチ・オブ・ヴィーナス」（アートスフィア）
- 10 - 11月 「ワン・タッチ・オブ・ヴィーナス」（宝塚バウホール）
- 12月 「ベイ・シティ・ブルース」／「イッツ・ア・ラブ・ストーリー」（東京宝塚劇場）

1994年
- 2月 「ベイ・シティ・ブルース」／「イッツ・ア・ラブ・ストーリー」（中日劇場）
- 3 - 5月 「ブラック・ジャック 危険な賭け」ブラック・ジャックの影[2]／「火の鳥」（宝塚大劇場）
- 5 - 6月 「アロー・アロー・キャメロット?」ランスロット[2]（宝塚バウホール）
- 7月 「ブラック・ジャック 危険な賭け」ジョイ[2]／「火の鳥」オルガ[2]（東京宝塚劇場）＊7月27〜29日は宝塚大劇場の配役
- 8月 真矢みきディナーショー「ミスティー・ナイト」（大阪新阪急ホテル、呉阪急ホテル、高知新阪急ホテル）
- 9 - 11月 「冬の嵐、ペテルブルクに死す」ジェニファー[2]／「ハイパー・ステージ」（宝塚大劇場）（10月10日より怪我のため休演）

1995年
- 1月 「哀しみのコルドバ」「メガ・ヴィジョン」（宝塚大劇場）
- 2 - 3月 「LAST DANCE」（宝塚バウホール）
- 3月 「LAST DANCE」（日本青年館）
- 3月 「哀しみのコルドバ」／「メガ・ヴィジョン」（劇場・飛天）
- 4月 「哀しみのコルドバ」／「メガ・ヴィジョン」（東京宝塚劇場）
- 6 - 8月 「エデンの東」ノア[2]／「ダンディズム！」（宝塚大劇場）
- 9月 「チャンピオン!」カルロス[2]（宝塚バウホール）＊バウホール初主演
- 9月 「チャンピオン!」（日本青年館）
- 11月 「エデンの東」／「ダンディズム！」（東京宝塚劇場）

1996年
- 1 - 2月 「花は花なり」／「ハイペリオン」リザードA[2]（宝塚大劇場）
- 3月 「HURRICANE」ジョージ（宝塚バウホール）
- 4月 「花は花なり」／「ハイペリオン」（東京宝塚劇場）
- 6 - 8月 「ハウ・トゥー・サクシード」ジェンキンス[2]（宝塚大劇場）
- 9 - 10月 「エデンの東」／「ダンディズム！」（地方公演）
- 11月 「ハウ・トゥー・サクシード」
- 12月 「香港夜想曲」（宝塚バウホール）

1997年
- 1月 「香港夜想曲」（宝塚バウホール）
- 2 - 3月 「失われた楽園」マリオ・デ・ルーカ[2]／「サザンクロス・レビュー」チノ[2]（宝塚大劇場）
- 4月 ディナーショー「Pearl Eyes」（宝塚ホテル、東京パレスホテル、高知新阪急ホテル）
- 6月 「失われた楽園」／「サザンクロス・レヴュー」（東京宝塚劇場）
- 8 - 9月 「ザッツ・レヴュー」（宝塚大劇場）
- 10 - 11月 「白い朝」栄二[2]*主演（宝塚バウホール）
- 12月 「ザッツ・レビュー」源次[2]（東京宝塚劇場）
- 12月 「アデュー東京宝塚劇場」（東京宝塚劇場）

1998年
- 2月 「ザッツ・レビュー」（中日劇場）
- 2 - 3月 「白い朝」（日本青年館）
- 5 - 6月 「SPEAKEASY」ラリー・ロキット[2]／「スナイパー」歌うパイロットA[2]（宝塚大劇場）
- 7月 「真矢みき スーパー・リサイタル in 日本武道館」（日本武道館）
- 8月 「SPEAKEASY」／「スナイパー」（TAKARAZUKA1000days劇場）
- 10月 「第39回 宝塚舞踊会」（宝塚大劇場）
- 10 - 11月 「春ふたたび」／「サザンクロス・レビュー」（全国ツアー）

1999年
- 1 - 2月 「夜明けの序曲」高浪定二郎[2]（宝塚大劇場）
- 4 - 5月 「夜明けの序曲」（TAKARAZUKA1000days劇場）
- 5月 「'99 TCAスペシャル ハロー！ワンダフルタイム」 宝塚・東京衛星二元中継（TAKARAZUKA1000days劇場）
- 7月 「'99 宝塚巴里祭」（ホテル阪急インターナショナル）
- 8 - 9月 「タンゴ・アルゼンチーノ」カール・フォン・ハートロー男爵[2]／「ザ・レビュー'99」（宝塚大劇場）
- 10月 「第3回 宝塚狂言の会」（宝塚バウホール）
- 11月〜12月 「タンゴ・アルゼンチーノ」／「ザ・レビュー'99」（TAKARAZUKA1000days劇場）

2000年
- 2月 「タンゴ・アルゼンチーノ」／「ザ・レビューIV」（中日劇場）
- 4 - 5月 「源氏物語 あさきゆめみし」頭の中将[2]／「ザ・ビューティーズ!」（宝塚大劇場）
- 7 - 8月 「源氏物語 あさきゆめみし」「ザ・ビューティーズ！」（TAKARAZUKA1000days劇場）
- 9月 「トム・ジョーンズの華麗なる冒険」トム・ジョーンズ[2]＊主演（宝塚バウホール）
- 9月 「トム・ジョーンズの華麗なる冒険」（日本青年館）
- 11 - 12月 「ルートヴィヒII世」ベルンハルト・フォン・グッデン博士[2]／「Asian Sunrise」（宝塚大劇場）
- 12月 「アデューTAKARAZUKA1000days劇場」（TAKARAZUKA1000days劇場）

2001年
- 2 - 3月 「Asian Sunrise」（東京宝塚劇場）
- 4月 「桜祭り狸御伝」（梅田コマ劇場）
- 7 - 8月 「ミケランジェロ」ジュリアーノ・ブジャルディーニ[2]／「VIVA!」（宝塚大劇場）
- 9 - 11月 「ミケランジェロ」／「VIVA!」（東京宝塚劇場）
- 11月 「いっきにパラダイス」＊トップとしての初仕事（放送2002/1/25）
- 12月 「カナリア」ヴィム[2]（シアター・ドラマシティ）

2002年
- 1月 「カナリア」（ル テアトル銀座）
- 3 - 4月 「琥珀色の雨にぬれて」クロード・ドゥ・ベルナール公爵[2]／「Cocktail」（宝塚大劇場）
- 4月 「ダイヤモンド・アイズ」（シアタードラマシティ）休演
- 5 - 6月 「琥珀色の雨にぬれて」／「Cocktail」（東京宝塚劇場）

## 宝塚歌劇団退団後の主な活動

### 舞台
- レディ・ゾロ（2003年） - タニア・ヴェガ（レディ・ゾロ）
- 風のなごり（2003年） - 西野舞子
- LOVE LETTERS（2003年） - メリッサ
- そして誰もいなくなった（2003年、2005年） - ヴェラ・クレイソーン
- 椅子の上の猫（2005年） - 広川類子
- 屋根の上のヴァイオリン弾き（2006年） - ツァイテル（長女）
- 妻をめとらば〜晶子と鉄幹〜（2006年、2007年） - 管野須賀子
- 安寿ミラダンスコンサート「female.9」（2008年）
- もと夫婦（2008年）- 一の瀬留美
- 女将の花道（2010年）- 西野京子

### コンサート/ショー
- スペシャルトーク 匠ひびきに乾杯 「待たせたなぁー!」（2018年9月15日、NHK文化センター梅田教室）
- Magnoliahall 10th Anniversary 2～愛華みれ with 匠ひびき～（2019年5月26日、マグノリアホール）
- 元宝塚歌劇団スタースペシャルライブ 元花組トップスター 匠 ひびき（2019年6月9日、nu dish Deli & Cafe）

### 映画
- 八月のかりゆし（2002年） - るいこ 役
- 最後の晩餐-The Last Supper（2004年） - 秋本加奈子 役

### テレビドラマ
- 月曜ミステリー劇場 棟居刑事シリーズ 3『追跡』（2004年3月8日、TBS） - 門脇昌子 役
- 新しい風（2004年、TBS） - 森田陽子 役
- 剣客商売 第5シリーズ 第6話「その日の三冬」（2004年、フジテレビ） - お絹 役
- 七色のおばんざい（2005年、NHK） - 塚田万里 役

### バラエティ
- ハイビジョン宝塚歌劇2002（2002年12月8日、NHKハイビジョン）
- スタジオパークからこんにちは（2003年1月22日、NHK）
- メレンゲの気持ち（2003年2月8日、日本テレビ）
- クイズ!ヘキサゴン（2004年6月16日、フジテレビ）